# 백동준
백동준(1994년 5월 25일 ~ )은 대한민국의 스타크래프트 II 프로게이머이다.
클랜 / 길드는 WHITE이다.
Dear / Dear[WHITE] 라는 아이디를 사용하며, 종족은 프로토스이다.

## 생애

### 프로게이머 데뷔, 그리고 첫 팀 이스트로의 해체까지
초등학생 때 스타크래프트를 하고 유명 프로게이머들을 보며 프로게이머의 꿈을 키웠다. 중학생이 되면서 부모에게 프로게이머가 되고 싶다는 뜻을 밝히고 허락을 받아, 일곱 번 커리지매치에 도전해 준프로 자격을 얻고 2009년 8월 26일 하반기 드래프트에서 이스트로의 3차 지명으로 입단하였다. 종족은 김택용의 영향을 받아 프로토스로 정했다. 드래프트 평가전에서는 8위, 프로토스 중 2위였다. 이때 “자신을 100년에 한번 나올까 말까 한 자질을 가진 선수이다.”라고 소개했고, 이 소개로 당시 SK텔레콤 T1 감독 박용운의 관심을 받기도 했다.
09-10 드림리그에는 꾸준히 출전해 2승 7패를 거두었다. 2010년 4월에는 잠깐 프로리그 로스터에도 등록됐지만, 출전 없이 5월에 로스터에서 말소됐다. 7월 경남 STX컵에서도 로스터에는 올라왔지만 출전하지는 않았다. 그리고 공식 데뷔전을 치르지 못한 채 이스트로가 해체됐다. 방송에서 보여준 것이 없었기에 실력에는 자신이 있음에도 프로게이머 인생이 끝날 걱정을 하며 잠을 이루지 못했다. 2010년 10월, 이스트로 선수단 공개 드래프트를 통해 화승 OZ에 영입되었다.

### 화승 시절, 첫 개인리그 본선, 그리고 또 해체
화승에 들어간 후 얼마 되지 않아 12월 25일 KT와의 프로리그 5세트로 데뷔전을 치렀으나, 상대 김대엽에게 물 흐르듯 압도당하며 패배했다. 백동준은 나중까지도 이 경기를 부끄러워했지만, 마음을 다잡고 실력을 끌어올렸다. 이후 한동안 드림리그에만 출전하다가 2011년 2월 1일에 다시 프로리그에 출전했으나 이번에도 손석희의 리버를 동반한 공격을 미처 대비하지 못하고 패배했다. 공식전 첫 승리는 이후 MSL에서 거두었다. 2011년 3월 3일, ABC마트 MSL 서바이버 예선에서 유준희와 전태양을 연달아 물리치고 서바이버 토너먼트에 진출했다. 3월 19일, 첫 개인리그 방송경기인 서바이버 토너먼트 6조 경기에서 경험 많은 염보성에게 예선전 인터뷰에서 자신의 주특기라고 밝힌 물량전을 제대로 선보이며 공식전 첫 승을 거두었고, 승자전에서 이승석마저 물량전으로 이기면서 MSL 32강에 진출했다. 첫 공식전 승리 직후 3월 20일 프로리그에 다시 한 달여 만에 출전, 프로토스를 꺾고 우승한 정명훈을 상대로 초중반까지 유리하게 이끌고 갔으나 하이 템플러가 벌처에게 기습적으로 잡히고 전투에서 지면서 프로리그 첫 승은 다시 미뤄졌다. 32강 조지명식에서는 어떻게든 자신의 이름을 알려야겠다는 생각으로, 조지명식에서 자신과 닮은꼴인 유재석의 메뚜기춤을 선보였고, 얼마 전에 자신을 프로리그에서 이긴 정명훈을 도발하기도 했다. 이후 4월 2일 프로리그에서는 T1 소속의 최호선의 2팩토리 타이밍 공격과 자신의 리버 견제가 엇갈리면서 첫 승 기록에 실패했다. 4월 16일, 32강전에서는 유병준과 맞붙어, 여러 차례 퍼부은 공격에서 패퇴를 거듭하며 졌고, 패자전에서 장윤철에게 다크 템플러를 선보였으나 간파당하고 지며 16강 진출에 실패했다. 이후에도 이 탈락을 아쉬워했다. 4월 27일 네 번째로 프로리그에 출전, 자신의 공식전 첫 승리의 제물인 염보성에게 전 전장을 장악당하는 압도적인 패배를 했다. 공식전 5연패를 끊은 것은 5월 3일로, 드디어 프로리그 첫 승을 거두고 팀의 4:0 완승에도 일조했다. 상대는 공교롭게도 자신에게 첫 패배를 안겨준 김대엽이었다. 10-11 프로리그는 2승 5패라는 부진한 성적으로 마무리했지만, 그 중에서도 생산력은 인상적이란 평을 받았다. 10-11 드림리그에서는 전체 프로토스 중 다승 4위를 거두고, 1위 김유진·2위 하늘과 함께 화승의 약점인 프로토스의 새 희망으로 기대받았다. 5월 26일 드림리그 플레이오프에서는 드림리그 최다승자 김성현에게 졌고 팀도 결승에 진출하지 못해 10-11 드림리그 일정을 끝마쳤다. 8월 20일 STX컵 준결승 이신형과의 1세트에서는 적의 꾸준한 견제를 받은데다 중앙 싸움에서도 고전하면서 물러났다. 팀이 에이스결정전까지 가서 3:4로 졌기에 그 1패로 대회를 마감했다.
2011년 10월 화승 OZ이 해체되면서, 당시 같이 해체된 세 게임단 통합 공개 포스팅으로 STX SouL로 영입되었다.

### STX 시절, 프로리그 신인왕, 그리고 세 번째 해체
두 번째 팀 해체를 겪으면서 은퇴를 생각했지만, 화승 OZ의 감독이었던 한상용의 격려로 힘을 냈다. 첫 포스팅 때보다도 더 많은 걱정을 했지만, 포스팅 결과 새로운 팀, 그것도 주전 프로토스인 김구현의 입대로 프로토스 라인에 공백이 생긴 STX에 입단한 것은 아직 주전급 기량을 갖췄다고 할 수는 없는 백동준에게는 좋은 기회라 할 만했다. 주장 김윤중과 다른 팀원들 덕분에 원래부터 STX의 일원이었던 것처럼 새 팀에 금방 적응할 수 있었다. 특히 이스트로 시절 동료 신대근과 김도우를 다시 만난 것도 마음을 편하게 하는 요인이 됐다. STX 소속으로는 12월 17일 프로리그 공군 ACE와의 경기 3세트에 처음 출전해, 이성은에게 자신의 특기인 물량전은 물론 모든 면에서 완벽한 경기를 선보이며 첫 승을 거두었다. 팀의 3연패 탈출에도 일조하고 이 날 경기의 핫 플레이어로 선정됐다. 2012년 1월 1일 제8게임단과의 경기 1세트에서는 프로토스전에서 연패에 빠진 염보성의 벙커링을 모르고도 막아내며 이후 손쉽게 승리를 거두었다. 2012년 1월 8일 웅진과의 경기 1세트에서는 아비터의 리콜, 스테이시스 필드 활용과 교전 능력으로 이재호를 이겼다. 승리 후 인터뷰에서 다음 SKT와의 대결에서는 프로토스전을 하고 싶다고 하고, 이영호와 맞붙고 싶다는 자신감에 찬 도전장을 냈는데, SKT전에는 출전하지 못했으나 1월 18일 KT전에서 정말로 이영호를 만났다. 노 게이트 더블 넥서스로 출발했다 벙커링에 앞마당을 잃고 이후 이어지는 이영호의 공격을 속업 질럿을 투입해 끈질기게 막아냈으나 역부족으로 패배했다. 자신의 전승이 깨짐과 동시에 이영호의 8전 전승의 제물이 되는 순간이었다. 전승 기록은 깨졌지만 주목받는 신예로 게임 웹진 인터뷰 기회를 얻기도 했다. 당시 같이 두각을 올린 신예 김성현과, 새 시즌 전 약체로 예상된 팀의 프로토스 선수들 김윤중, 조성호와 함께 팀 휴일에도 연습실에 나온 일화가 보도되었다. 2월 15일 제8게임단과의 프로리그 4세트에서는 다시 염보성을 만나 자원 우위로 찍어누르며 염보성을 프로토스전 6연패로 몰아넣었으며 팀을 패배 위기에서 구해내 5세트에서 신대근의 승리로 팀이 역전승을 거두는 데 기여했다. 2월 18일 웅진과의 프로리그 1세트에서도 이재호의 허점을 찌르며 승리하고 테란전 5승째를 올렸다. 이때쯤부터 당시 6승 6패인 김유진과 함께 신인왕 유력 후보로 꼽혔으며, 소속 팀이 둘 다 4경기씩만 남겼으므로 앞으로 거둘 성적이 신인왕 경쟁에서 중요해졌다. 2월 26일, SKT와의 경기 3세트에서 도재욱의 다크템플러를 전혀 대비하지 못해 속수무책으로 졌고, 팀의 포스트시즌 진출도 좌절됐다.
2012년 2월 29일, KT와의 프로리그 2세트에서 이영호를 다시 만났다. 당시 이영호는 프로리그 14전 전승행진을 하며 프로리그 역대 최다 연승·정규리그 최다 연승 기록에 도전하고 있었다. 본인도 상대팀 에이스들을 상대해가며 테란전 5승 1패라는 호성적을 거두고 있었지만, 그 1패가 바로 이영호에게 당한 것이었다. 그 때문에 자신감도 떨어져 있었고, 빌드 준비 과정에서도 많이 졌었다. 그러나 신인상을 타기 위해서라도 이 가공할 적을 이겨야 한다고 여겼고, 팀원들과 코치들과 함께 철저히 분석하고 전장에 나왔다. 빌드는 빠르게 속도 업그레이드를 마친 셔틀 리버였는데, 쉽게 간파되면 안 되므로 이영호의 정찰 패턴을 분석하고, 앞마당 입구와 본진을 주로 정찰한다는 정보를 바탕으로 앞마당에 리버 생산에 필수적인 로보틱스 서포트 베이를 지었다. 스캔으로 정찰한 후 로보틱스 서포트 베이를 못 본 이영호는 짓던 터렛을 취소했고, 이에 빠른 셔틀과 리버로 이영호의 SCV를 상당량 제거하며 승기를 잡았다. 이후 이영호가 탱크를 앞세워 진출하자 셔틀을 하나 더 만들었고 이것이 주효하면서 이영호의 진출 병력을 몰살하고 이영호의 앞마당까지 들이닥치면서 항복 선언을 받아냈다. 승자 인터뷰에서 빌드를 만들어 준 박종수 코치와 연습을 도와 준 김도우·김영주에게 공로를 나눴고, 신인상에 대한 욕심도 밝혔다. 또 상대의 대기록의 희생이 되는 굴욕도 면했다. 어찌나 기뻤는지 이날 “프로게이머 하기를 잘했다”고 느낄 정도였다. 이 경기 결과로 한때 실시간 검색어 2위에까지도 올랐다. 이후 주변 사람들에게서 이영호를 이긴 백동준이 본인이 맞는지 확인하고 칭찬하는 전화가 쏟아졌고, 자신은 2월 29일·3월 1일 이틀간 꿈꾸는 듯했다는 소감을 밝혔다. 이에 힘입어 3라운드 3주차 주간 MVP 투표에서 이영호보다 2배 많은 1,000여표를 얻고 주간 MVP에 선정됐다. 하지만 현재 상대전적은 1:2로 밀리고있다. 3월 3일에는 공군의 이성은을 완파하며 테란전의 강세를 이어갔고 팀의 승리를 결정지었다.
SK플래닛 프로리그 시즌1에서 7승 2패라는 성적을 기록하며, 8승 9패를 거둔 김유진을 누르고 신인상을 수상하였다. STX 소속으로는 4번째 수상이었다. 4월 13일에는 STX 팀의 영·유아 돌보기 봉사활동 1차에 참여했다.
스타리그 2012 예선에서는 김민철에게 0:2로 지며 본선 진출이 좌절됐다. 이 무렵에는 본선 진출에 성공한 팀 동료 변현제와 비교하여 생산력을 바탕으로 힘싸움을 하는 선수로 평가를 받았다.
SK플래닛 프로리그 시즌2에서는 스타크래프트와 스타크래프트II를 병행하면서 스타크래프트II에 입문하게 된다.
현재 스타2로 진행되는 프로리그에서 병행시즌 다승왕 조성호를 밀어내고 팀 내 토스 원탑 자리에 있으며, 실력도 상당히 좋다고 알려져있다.

### 생애 첫 개인리그 우승, 그리고 2연속 우승
2013년 10월 19일 서울 유니클로 악스에서 펼쳐진 2013 WCS 코리아 시즌 3 조군샵 GSL 결승에서 어윤수를 상대로 4:2로 승리하며 생애 최초로 우승을 차지하였다.
또한 조군샵 GSL 결승 이후 얼마 안되어 캐나다에서 열린 WCS 시즌3 파이널에서는 김민철을 상대로 4:0의 완승을 거두며 4,000만원의 상금과 함께 WCS 출범 이후 최초의 2연속 우승자가 되었다.
백동준은 2012 핫식스 글로벌 스타크래프트 II 리그 시즌 4 우승자인 이승현 이후 GSL의 두 번째 로열로더로 등극하였다. 또한 2012 무슈제이 글로벌 스타크래프트 II 리그 시즌 3 우승자인 안상원 이후 GSL에서는 약 1년 3개월만의 프로토스 선수의 우승자로 기록되었다.
SouL (STX SouL 포함) 창단 이후 처음이자 마지막 프로토스 우승자이기도 하다.

### 마우스스포츠, 그리고 일방적인 계약 해지
2013년 12월 19일 해외 팀인 mousesports로 이적했다.
2014년 4월 11일 mousesports에서 탈퇴, 무소속 신분이 되었다.

### 삼성, 그리고 프로리그 폐지까지
2014년 7월 31일 삼성 갤럭시에 입단했다.
2016년 10월 삼성 갤럭시의 스타크래프트 II 종목 팀 해체로 무소속 신분이 되었다.

### 프로리그 폐지 이후
2017년 6월 3일, 진에어 SSL 챌린지 2017 시즌1 2nd 스테이지 5라운드 2경기에서 변현우를 3:0으로 이기는 이변을 일으키며, 변현우를 자기 아래로 밀어내렸다. 1세트 돌개바람에선 맵의 특성상 생각하기 힘든 상대의 전진병영을 발견, 이후 은폐 밴시마저도 미리 알아내고 완벽히 막아내며 얻은 우위로 그대로 밀어붙이며 승리했다. 2세트 벨시르 잔재에선 자기 트리플 타이밍을 노린 변현우의 성동격서 전략을 완벽히 막아냈는데, 유리함에 취한 듯이 무리하게 싸우며 역전됐으나 변현우 역시 같은 실수를 하면서 재역전승을 거뒀다. 3경기 여명에선 변현우의 트리플 타이밍의 취약점을 제대로 응징하며 승부를 결정지었다. 3경기에서 김준호가 전태양을 3:0으로 이기면서 2nd 스테이지 3위가 되어 패스트 레인 1일차에 배정됐다.
2017년 9월 4일, 진에어 SSL 프리미어 2017 시즌2 준플레이오프에서 박령우에게 2:4로 져서 플레이오프 진출이 좌절됐다. 1세트 뉴커크 재개발 지구와 2세트 어비설 리프에선 예언자 위주의 병력 운영이 먹혀들어가며 앞서나갔으나, 3세트 어센션 투 아이어와 4세트 오딧세이에선 박령우의 저글링 응수에 예언자 위주 운영이 뚫려버렸고 5세트 돌개바람에선 저글링과 바퀴 선제공격에 굴복했다. 매치포인트에 몰린 6세트에선 박령우가 군단 숙주라는 독특한 전략을 꺼내들었고, 이에 대처하지 못하며 끝내 패배를 인정했다.
2018 GSL Season 1 예선을 통과해, 김유진, 'SortOf' 리카드 버그만, 한지원과 함께 32강 B조에 배치됐다. 2018년 1월 10일 B조 2경기에서 한지원을 득의양양하게 압도하며 2:0으로 이기고 승자전에 진출했다. 승자전에서는 김유진에게 0:2로 져 최종전으로 내려갔다. 패자전을 이긴 한지원을 다시 만나, 서두르다 실수하는 모습을 보여 2세트를 내주고 3세트에서도 한번 올인이 막혀 탈락 위기를 맞았으나 차원분광기로 빈사 상태의 불멸자를 살려내고 이를 바탕으로 2차 올인을 성공시켰다. 결국 세트스코어 2:1로 16강 진출에 성공했다.

## 개인적 특징
유재석을 닮은 외모로 인해 화제가 되고, '국민토스', '재석토스'라는 별명을 얻기도 했다. 동갑내기 전태양·이병렬과 자주 연락하는 등 친교가 있다.

## 수상 경력
스타크래프트 II : 프리미어 개인리그 우승 2회, 준우승 1회

### 스타크래프트
- 2009년 7월 제49회 스타크래프트 준프로게이머 선발전 입상
- 2011년 4월 ABC마트 MSL 2011 32강
- 2012년 3월 SK플래닛 스타크래프트 프로리그 시즌1 신인왕

### 스타크래프트 II
- 2013년 6월 MLG 2013 Spring Championship KeSPA 스타크래프트 Ⅱ 대표 선발전 C조 1위
- 2013년 6월 MLG 2013 Spring Season Championship 6강
- 2013년 6월 2013 WCS 코리아 시즌 2 챌린저리그 32강
- 2013년 10월 2013 WCS 코리아 시즌 3 조군샵 글로벌 스타크래프트 II 리그 우승 (vs 어윤수 4:2)
- 2013년 10월 2013 WCS 시즌 3 파이널 우승 (vs 김민철 4:0)
- 2013년 11월 2013 WCS 글로벌 파이널 8강
- 2013년 12월 2013 핫식스컵 라스트 빅매치 4강
- 2013년 12월 2013 GSL Awards 신인상
- 2013년 12월 2013 GSL Awards 프로토스 우수 선수상
- 2014년 2월 ASUS ROG Winter 2014 준우승
- 2014년 2월 IEM Season VIII - Cologne 16강
- 2014년 2월 2014 WCS 코리아 시즌 1 핫식스 글로벌 스타크래프트 II 리그 코드 S 16강
- 2014년 3월 IEM Season VIII - World Championship 8강
- 2014년 4월 2014 WCS 코리아 시즌 2 핫식스 글로벌 스타크래프트 II 리그 코드 A 48강
- 2014년 8월 2014 WCS 코리아 시즌 3 핫식스 글로벌 스타크래프트 II 리그 코드 S 32강
- 2014년 10월 Connecting Professional E-sports #1 준우승 (vs 강민수 3:4)
- 2015년 1월 2015 글로벌 스타크래프트 II 리그 시즌 1 코드 S 32강
- 2015년 2월 네이버 스타크래프트 II 스타리그 2015 시즌 1 8강
- 2016년 10월 2016 WCS 글로벌 파이널 16강 (진행중)
- 2015년 4월 2015 스베누 글로벌 스타크래프트 II 리그 시즌 2 코드 A 48강
- 2015년 4월 스베누 스타크래프트 II 스타리그 2015 시즌 2 16강
- 2015년 5월 GiGA 인터넷 2015 KeSPA컵 시즌1 16강
- 2015년 8월 스베누 스타크래프트 II 스타리그 2015 시즌 3 16강
- 2015년 9월 2015 핫식스 글로벌 스타크래프트 II 리그 시즌 3 코드 S 4강
- 2015년 12월 2016 핫식스 글로벌 스타크래프트 II 리그 프리시즌 1주차 16강
- 2015년 12월 2016 핫식스 글로벌 스타크래프트 II 리그 프리시즌 2주차 4강
- 2016년 4월 2016 핫식스 글로벌 스타크래프트 II 리그 시즌 1 코드 S 4강
- 2016년 8월 스타크래프트 II 스타리그 2016 시즌 2 8강
- 2016년 9월 2016 핫식스 글로벌 스타크래프트 II 리그 시즌 2 코드 S 4강
- 2016년 10월 2016 WCS 글로벌 파이널 16강
- 2017년 3월 2017 VSL Season 1 16강
- 2017년 4월 GSL Super Tournament 시즌 1 16강
- 2017년 4월 2017 핫식스 글로벌 스타크래프트 II 리그 시즌 2 코드 S 16강
- 2017년 7월 2017 핫식스 글로벌 스타크래프트 II 리그 시즌 3 코드 S 32강
- 2017년 9월 GSL Super Tournament 시즌 2 8강
- 2018년 1월 2018 글로벌 스타크래프트 II 리그 시즌 1 코드 S 16강
- 2018년 2월 IEM Season XII - World Championship 8강
- 2018년 4월 2018 글로벌 스타크래프트 II 리그 시즌 2 코드 S 8강
- 2018년 7월 2018 글로벌 스타크래프트 II 리그 시즌 3 코드 S 32강
- 2019년 3월 IEM Season XIII - Katowice 8강
- 2019년 3월 2019 마운틴듀 글로벌 스타크래프트 II 리그 시즌 1 코드 S 8강
- 2019년 4월 2019 GSL Super Tournament 시즌1 16강
- 2019년 4월 2019 마운틴듀 글로벌 스타크래프트 II 리그 시즌 2 코드 S 16강
- 2019년 7월 2019 마운틴듀 글로벌 스타크래프트 II 리그 시즌 3 코드 S 16강
- 2019년 8월 2019 Assembly Summer 8강